# Лольова къща
Лольовата къща (на гръцки: Οικία Λιόλιου) е възрожденска къща, архитектурна забележителност в костурското село Горенци (Корисос) Гърция.
Къщата е разположена в тясна уличка, близо до енорийската църква „Успение Богородично“. Построена е в 1900 година. Принадлежи на Зисис Льольос.
Къщата се състои от сутерен, приземен етаж, повдигнат с 0,5 m над земята, и кат, който се издава над приземния етаж с приблизително 1 m. Приземният етаж на къщата включва няколко структурни и декоративни елемента от неокласически тип, които я правят може би уникална за Костурско – на фасадата има архаизирана входна врата с трегер, два прозореца с метални капаци и фалшив прозорец, разположен между двата прозореца. Всички отвори на фасадата на приземния етаж, тоест вратата, прозорците и декоративния фалшив прозорец, имат красиви антични рамки, изработени от местни, отлично изрязани и обработени пепелни мраморни блокове. Четири декоративни квадратни колони с прости капители, направени от подобни мраморни блокове, са частично вградени във фасадата на приземния етаж. Две от колоните са разположени в краищата на партерната фасада и я рамкират, а другите две са разположени от двете страни на средния прозорец. На първия етаж има два прозореца и малък балкон, чието пространство е интегрирано в интериора на първия етаж.